# Heike Sperling
Heike Sperling (* 23. April 1965 in Köln) ist eine deutsche Produzentin und Regisseurin von Musikvideos sowie On Air-Designerin. Sie ist Professorin für Digitale Bildmedien/Visual Music.

## Leben
Heike Sperling studierte Kommunikationsdesign an der Bergischen Universität Wuppertal, wo sie 1999 bei Bazon Brock im Bereich Ästhetik promovierte.
1989 begann Sperling als Assistentin und Stellvertreterin des Creative Directors von RTL. Zu ihren Arbeiten gehörte die Entwicklung des Corporate On Air Design zum Start des Fernsehsenders VOX 1993. Sperling arbeitete von 1993 bis 2002 als selbständige Produzentin, Regisseurin und Creative Directorin in Deutschland und den USA für namhafte Unternehmen. Darüber hinaus entstanden Musikvideos, vor allem für experimentelle und elektronische Musik, wie das Electronica-Projekt Pluramon. 2000 bis 2003 entwarf Sperling monatlich Collagen für das deutsche Wirtschaftsmagazin brand eins. 2001 entwickelte sie als freie Creative Directorin und Produzentin zusammen mit dem Berliner Designer Chris Rehberger das On-Air-Erscheinungsbild für den Musiksender VIVA Plus zum Sendestart. Ab 2002 arbeitete sie zwei Jahre als Head of Design für das WDR Fernsehen und war dort für On-Air-, Set-, Sound- und Lichtdesign verantwortlich. Seit Januar 2004 arbeitet sie als freie Design-Unternehmensberaterin (Creative Consultant).
Seit 1998 leitet Heike Sperling gemeinsam mit Manfred Becker den Projektstudiengang Motion-Design an der Filmakademie Baden-Württemberg. Weitere Lehraufträge führten und führen sie regelmäßig an die Hochschule für Gestaltung und Kunst Basel, NABA Mailand, Hochschule für Künste Bremen sowie Fachhochschule Salzburg. 2004 berief die Robert Schumann Hochschule Düsseldorf sie als Professorin für Digitale Bildmedien/Visual Music an das Institut für Musik Und Medien. 2009 startete sie den Aufbau des Visual Music Archive als Onlineplattform für dieses Genre.